# Greenstone pacote de softwares livre
Greenstone é um pacote de software/softwares com ferramentas para a construção e distribuição de coleções de bibliotecas digitais na Internet ou CD-ROM. É um software multilíngue, emitido sobre os termos da GNU General Public License - Licença Pública Geral. Greenstone é produzido pela New Zealand Digital Library Project - Projeto de Bibliotecas Digitais da Nova Zelândia - na University of Waikato, e tem sido desenvolvido e distribuído em cooperação com a UNESCO e Human Info NGO na Bélgica.
Os desenvolvedores do Greenstone receberam da International Federation for Information Processing - Federação Internacional para Processamento de Informação - o prêmio Namur em 2004  por "contribuições para a conscientização das implicações sociais da tecnologia da informação, e a necessidade de uma aproximação holística no uso da tecnologia da informação e suas implicações sociais."
Greenstone pode ser usado para ampla criação de buscadores em coleções de documentos digitais. Além de ferramentas de linha de comando para criação de coleções digitais, Greenstone conta com o gráfico da GLI Greenstone Librarians Interface (GLI) usado para construir coleções e assinar metadados.
Através de plugins selecionados, Greenstone pode importar documentos digitais em formatos incluindo text, html, jpg, tiff, MP3, PDF, vídeo, e Word, além de outros. O texto, PDF. HTML e documentos similares são convertidos em GAF Greenstone Archive Format (GAF) que é um formato XML equivalente.
Um projeto de SourceForge foi criado em Outubro de 2005 para a versão 3 de Greenstone. O Greenstone versão 2.83 foi incluída, juntamente com o Koha Sistema Integrado de bibliotecas, em um Ubuntu Live-Cd.